# Inkišuš
Inkišuš nebo Imkishush (22. století př. n. l.) byl třetí historicky doložený Gutejský vládce Sumeru a první, o kterém se píše v Sumerském královském seznamu. Vládl nejspíše v období mezi lety 2135 př. n. l. až 2129 př. n. l. Jeho předchůdce byl Imta a nástupce Sarlagab.
| Gutejský vládce Sumeru | Gutejský vládce Sumeru                | Gutejský vládce Sumeru |
| ---------------------- | ------------------------------------- | ---------------------- |
| Předchůdce: Imta       | 2135 př. n. l.–2129 př. n. l. Inkišuš | Nástupce: Sarlagab     |